# Alice Belaïdi
Pour les articles homonymes, voir Belaïdi.
Alice Belaïdi est une actrice française née le 18 mars 1987 à Nîmes.
Issue de la scène théâtrale, elle remporte le Molière de la révélation féminine pour la pièce Confidences à Allah, en 2010. L'année suivante elle commence à tourner au cinéma. En 2024, sa popularité s'accroit en France grâce à son rôle d'Alice dans la comédie Un p'tit truc en plus du réalisateur et humoriste Artus. La même année, elle tourne sous la direction de Daniel Auteuil dans le thriller psychologique Le Fil.

## Biographie

### Jeunesse et révélation critique sur scène
Alice Belaïdi est née d'un père maçon d'origine algérienne installé à Avignon, et d'une mère française, directrice de centre culturel à Avignon (la Barbière). Elle est la cadette d'une famille de trois enfants. Elle commence le théâtre alors qu'elle a environ 12 ans. De 1999 à 2003, elle fréquente les ateliers de pratique théâtrale du théâtre du Chêne noir à Avignon où elle est l'élève de Raymond Vinciguerra. Dès sa première année, Gérard Gelas, le directeur du théâtre du Chêne Noir, la repère. À partir de 2003, Alice Belaïdi enchaine les rôles dans de multiples pièces de théâtre.
Elle est choisie pour jouer le rôle de Jbara dans l'adaptation théâtrale du premier roman de Saphia Azzeddine, Confidences à Allah. La pièce, mise en scène par Gérard Gelas, est jouée au Festival Off d’Avignon en 2008 puis au théâtre du Petit-Montparnasse au printemps 2009 avant d’être à nouveau jouée au festival Off d'Avignon en 2009. Le spectacle est ensuite présenté en tournée en France, Suisse, Belgique, Luxembourg, jusqu'en septembre 2010. La tournée reprend en 2011 et s'achève définitivement en mai. Alice Belaïdi reçoit le Molière de la révélation théâtrale 2010 pour son interprétation.

### Révélation comique sur Canal + et seconds rôles au cinéma (2011-2014)

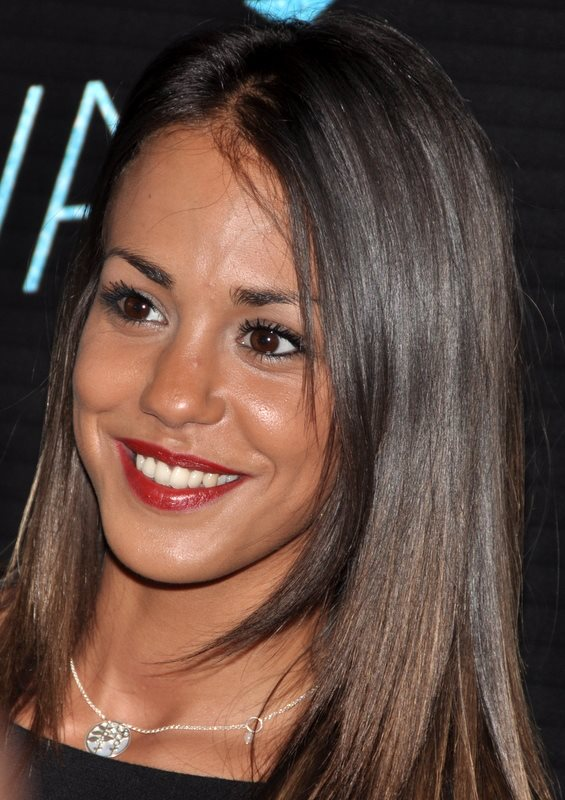
Alice Belaïdi en 2012 à la clôture du Festival Paris Cinéma.

En 2011, elle apparait pour la première fois au cinéma. D'abord dans une comédie décalée à petit budget tournée en banlieue parisienne, nommée De l'huile sur le feu. L'actrice y tient le premier rôle féminin face à la révélation des Beaux Gosses, Vincent Lacoste. Puis en faisant partie de la large distribution féminine entourant Déborah François dans la comédie dramatique Les Tribulations d'une caissière, réalisée par Pierre Rambaldi.
Les deux films sont des flops et c'est à la télévision que l'actrice se fait vraiment connaître. À partir d'avril 2012, sur la chaîne Canal+, elle forme avec Clémence Faure un tandem de standardistes culottées et irrévérencieuses dans la série WorkinGirls, qui raconte le quotidien d'une PME. Les deux actrices reprennent leurs personnages pour une mini-série humoristique qui leur est entièrement consacrée, Sophie et Sophie. Celle-ci est diffusée dans l'émission Le Grand Journal durant la saison 2012-13.
WorkinGirls connait quatre saisons et un téléfilm, diffusés jusqu'en 2016. Parallèlement, Alice Belaïdi s'aventure au cinéma. En 2012, elle est ainsi à l'affiche de quatre films.
Tout d'abord, elle tient le premier rôle dramatique d'un film à petit budget, Fleurs du mal, écrit et réalisé par David Dusa. Elle tient surtout des seconds rôles dans des projets plus exposés : elle donne la réplique à Sandrine Kiberlain, tête d'affiche du drame L'Oiseau, écrit et réalisé par Yves Caumon ; puis elle fait une courte apparition dans la comédie dramatique Radiostars, de Romain Levy. Enfin, elle tient un rôle féminin important dans la comédie française à succès de l'année, Les Kaïra, première réalisation de Franck Gastambide.
En 2013, elle tente de s'extirper du registre de la fille de caractère de banlieue. Tout d'abord, en tenant un second rôle dans la comédie romantique Hôtel Normandy, de Charles Nemes. Puis en faisant partie du casting de la comédie chorale L'Art de la fugue, de Brice Cauvin ; puis en jouant dans le remake Fonzy, une comédie mise en images par Isabelle Doval.

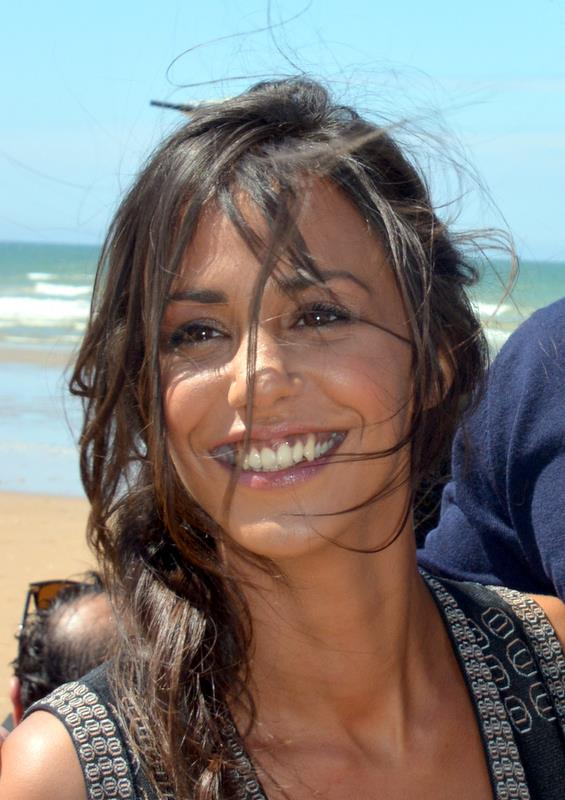
L'actrice au Festival du Film de Cabourg 2014, pour la présentation de Maestro.

En 2014, elle renoue avec le succès, à la fois critique avec la comédie dramatique Maestro, de Léa Fazer, pour laquelle elle retrouve Déborah François, et commercial avec la comédie au casting quatre étoiles Sous les jupes des filles, première réalisation de l'actrice Audrey Dana, où elle côtoie des actrices françaises confirmées.

### Premiers rôles et retour sur Canal + (depuis 2015)
En 2015, Alice Belaïdi reste dans la comédie populaire en jouant une star de RnB pour le buddy movie à la française Les Gorilles, de Tristan Aurouet qui ne sera pas un grand succès commercial.
Elle revient en 2016 avec trois projets. D'abord, elle fait partie du casting féminin réuni par Audrey Estrougo autour de Sophie Marceau dans le drame carcéral La Taularde. Puis, elle est dirigée par Pascal Chaumeil dans la comédie noire Un petit boulot, où, détentrice du premier rôle féminin, elle donne la réplique à Romain Duris et Michel Blanc. Enfin, elle tient un petit rôle dans la comédie populaire Père fils thérapie !, d'Emile Gaudreault.
En 2017, elle enchaîne deux premiers rôles féminins : tout d'abord, elle joue de nouveau la copine de banlieue pour la comédie L'Ascension, de Ludovic Bernard. Le long-métrage avec Ahmed Sylla, est bien reçu par la critique et connait un succès en salles. Ce n'est pas le cas de Si j'étais un homme, seconde réalisation d'Audrey Dana, qui est éreintée par la critique et échoue au box-office.
Début 2018, l'actrice fait partie du jeune casting réuni par l'actrice Anne Le Ny pour sa comédie dramatique La Monnaie de leur pièce. Parallèlement, Alice prépare surtout son retour sur Canal+. Après avoir participé à cinq épisodes de la série d'espionnage Le Bureau des légendes en 2016, elle décroche en 2018, l'un des rôles principaux de la série médicale adaptée du film Hippocrate (sorti en 2014).
En 2024, elle joue dans la comédie Un p'tit truc en plus, premier film réalisé par l'humoriste Artus, où elle incarne une éducatrice en charge d'un groupe de personnes en situation de handicap lors de vacances dans un gîte rural. Le film devient un des 100 plus gros succès du cinéma français en termes d'entrées, entrant même, à la fin 2024 dans le top 20.

### Vie privée
Alice Belaïdi a été en couple avec l'acteur Gianni Giardinelli,.

## Controverse
En 2017, Alice Belaïdi provoque la controverse sur le plateau de Quotidien en comparant son chien Jill à Jill Scott. La séquence suscite de nombreux commentaires sur les réseaux sociaux, dont Audrey Pulvar qui s'indigne sur Twitter et s'étonne « du peu de réactions à ce propos très raciste ». Le média AJ+ parle de « négrophobie ».

## Filmographie
Sauf indication contraire, les informations mentionnées dans cette section peuvent être confirmées par les bases de données cinématographiques IMDb et Allociné,  présentes dans la section « Liens externes ».

### Cinéma
- 2011 : De l'huile sur le feu de Nicolas Benamou : Nadiya Chouffry
- 2011 : Les Tribulations d'une caissière de Pierre Rambaldi : Leïla
- 2012 : Fleurs du mal de David Dusa : Anahita
- 2012 : L'Oiseau d'Yves Caumon : Latifa
- 2012 : Radiostars de Romain Levy : Nassima
- 2012 : Les Kaïra de Franck Gastambide : Kadija
- 2013 : Hôtel Normandy de Charles Nemes : Sonia
- 2013 : L'Art de la fugue de Brice Cauvin : Franette
- 2013 : Fonzy d'Isabelle Doval : Sybille
- 2014 : Sous les jupes des filles d'Audrey Dana : Adeline
- 2014 : Maestro de Léa Fazer : Pauline Vatel
- 2015 : Les Gorilles de Tristan Aurouet : Jal-Y
- 2016 : La Taularde d'Audrey Estrougo : Samira Belhadj
- 2016 : Un petit boulot de Pascal Chaumeil : Anita
- 2016 : Père fils thérapie ! d'Emile Gaudreault : Julie Benati
- 2017 : L'Ascension de Ludovic Bernard : Nadia
- 2017 : Si j'étais un homme d'Audrey Dana : Marcelle
- 2018 : La Monnaie de leur pièce d'Anne Le Ny : Asia
- 2018 : Budapest de Xavier Gens : Cécile
- 2019 : Victor et Célia de Pierre Jolivet : Célia
- 2020 : Terrible Jungle d'Hugo Bénamozig et David Caviglioli : Albertine
- 2021 : Hommes au bord de la crise de nerfs d'Audrey Dana : Isis
- 2022 : Le Nouveau Jouet de James Huth : Alice
- 2022 : Classico de Nathanaël Guedj et Adrien Piquet-Gauthier : Lisa
- 2023 : La Plus Belle pour aller danser de Victoria Bedos : la pédopsychiatre
- 2023 : Drone Games d'Olivier Abbou : Émilie
- 2024 : Un p'tit truc en plus d'Artus : Alice
- 2024 : Le Fil de Daniel Auteuil : Avocate générale Adèle Houri
- 2025 : K.O. d'Antoine Blossier : Kenza

### Télévision
- 2012-2013 : Sophie et Sophie (série télévisée, Canal+ diffusée durant le Grand Journal) : Sophie
- 2013 : Il était une fois… peut-être pas (téléfilm) de Charles Nemes : Myriam
- 2014 : WorkinGirls (série de Canal+) : Sophie
- 2016 : Le Bureau des légendes (série de Canal+) : Sabrina
- 2018 : Le Temps des égarés (téléfilm) de Virginie Sauveur : Louise Elaoudi
- 2018 : Hippocrate (série télévisée) : Alyson Lévêque (depuis la saison 1 - en cours)
- 2020 : Au secours, bonjour ! (série télévisée, France 2) : l'experte au téléphone
- 2022 : Les Papillons noirs (série télévisée, Arte) : Nora

### Doublage
- 2022 : Les Bad Guys (film d'animation) : Diane Foxington (version française)
- 2025 : Les Bad Guys 2 (film d'animation) : Diane Foxington (version française)

## Théâtre
- 2003 : Nadia ou les malheurs d'une fille française de Corinne Levesque — Compagnie le Fils du Muet
- 2003 : Le Fantôme de Shakespeare de Philippe Avron — rôle du fantôme
- 2004 : Mireille de Frédéric Mistral, mise en scène de Gérard Gelas créée au Théâtre du Chêne Noir à Avignon — rôle de Mireille
- 2004 : Rire fragile de Philippe Avron
- 2005 : On ne badine pas avec l'amour d'Alfred de Musset, mise en scène de Gérard Gelas créée au Théâtre du Chêne Noir à Avignon — rôle de Rosette
- 2006 : Contes du pays des neiges adaptation de contes du Jataka, mise en scène de Gérard Gelas
- 2007 : Contes du toit du monde adaptation de contes du Jataka, mise en scène de Gérard Gelas
- 2007 : Radio mon amour de Gérard Gelas (festival d'Avignon 2007) — rôle d'Estrella
- 2008 : Les Caprices de Marianne d'Alfred de Musset, mise en scène par Françoise Chatôt au Théâtre Gyptis à Marseille — rôle de Marianne
- 2008 : Mon ami Roger de Philippe Avron
- 2008-2011 : Confidences à Allah de Saphia Azzeddine, mise en scène de Gérard Gelas créée au Théâtre du Chêne noir de Gérard Gelas à Avignon — rôle de Jbara
- 2012 : Foresti Party de Florence Foresti

## Distinctions

### Récompenses
- Prix du Syndicat de la critique 2009 : Prix de la révélation théâtrale de l'année pour Confidences à Allah
- Molières 2010 : révélation théâtrale féminine pour Confidences à Allah
- Festival international du film de comédie de l'Alpe d'Huez 2012 : Coup de cœur féminin pour Radiostars
- Festival international du film de comédie de l'Alpe d'Huez 2017 : Prix d'interprétation féminine dans un second rôle pour Si j'étais un homme[11]

### Nomination
- 2012 : présélection « Révélation » pour le César du meilleur espoir féminin 2013 pour Les Kaïra[12]